# Harouna Ilboudo
Harouna Ilboudo (31 de desembre de 1986) és un ciclista burkinès. En el seu palmarès destaca la victòria al Tour de Faso de 2016.

## Palmarès
- 2011
  - 1r al Boucle du Coton i vencedor d'una etapa
- 2013
  - Vencedor de 2 etapes al Tour de Togo
- 2014
  - 1r al Tour de Togo
- 2016
  - 1r al Tour de Faso